# ラドフォード大学
ラドフォード大学（- だいがく、英語: Radford University）は、米国バージニア州ラドフォードに本部を置くアメリカ合衆国の州立大学。1910年創立、1910年大学設置。

## 概要
バージニア州南西部のラドフォードに位置する大学で、以下の6つの学部を有する。
- 人文・行動科学部（College of Humanities and Behavioral Science）
- 商業・経済学部（College of Business and Economics）
- 教育・人材開発学部（College of Education and Human Development）
- 保健・福祉サービス学部（College of Health and Human Services）
- 理工学部（College of Science and Technology）
- 視覚舞台芸術学部（College of Visual and Performing Arts）

また、修士課程及び生涯学習のための学部として、修士・生涯教育学部（College of Graduate and Extended Education）も有している。

### 教職員・学生数
- 教職員：403人
- 学生：9,552人 
  - 学部学生：8,406人
  - 大学院生：1,146人

## 沿革
ラドフォード大学は、1910年に2年制女子校の東ラドフォード州立師範工芸女子学校（State Normal and Industrial School for Women at East Radford）として創設された。1924年には、ラドフォード州立師範学校（State Teachers College at Radford）に改称。
1943年には、バージニア工科大学と統合して、その女子部となった。しかし、1960年代にはいるとバージニア工科大学本学も女子学生を受け入れるようになったため、1964年にバージニア工科大学との統合を解消。分離して、ラドフォード大学（Radford College）と名乗った。
1972年には、男子学生の受け入れを始めるとともに、修士課程が設けられた。1979年に、校名が現在のラドフォード大学（Radford University）に改められた。

## 著名な卒業生
- ジェイマ・メイズ - 女優
- フィル・レフトウィッチ - プロ野球選手（近鉄バファローズに在籍）